# Gut Saxtorf

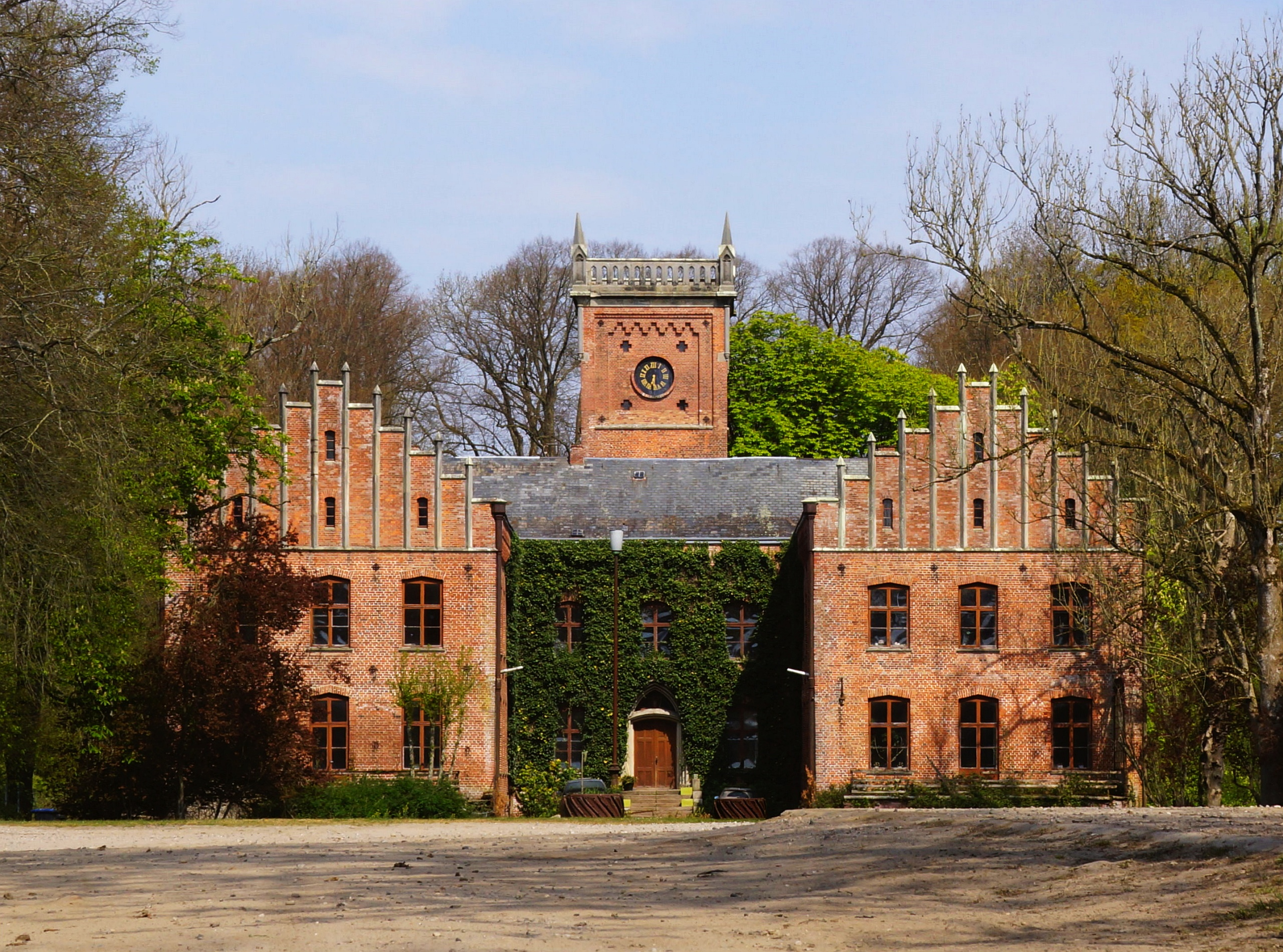
Gut Saxtorf mit Herrenhaus aus dem 17. Jahrhundert auf der Halbinsel Schwansen in Schleswig-Holstein

Gut Saxtorf (dänisch Sakstrup, auch Sakstorp) wird erstmals auf Schriftstücken aus den Jahren 1476 und 1499 erwähnt. Die Namensgebung ist vermutlich dem dänischen Sakstorp entlehnt, da die Region dänisch besiedelt und über Jahrhunderte unter dänischer Herrschaft stand. Das Gut Saxtorf liegt in der gleichnamigen Ansiedlung, die vor 1864 den regional nahen Gutsdörfern und Hufen übergeordnet war. Eine Neuordnung der Zugehörigkeiten erfolgt nach dem Frieden von Wien durch Preußen ab 1865. Saxtorf gehört seit 1928 zur Gemeinde Rieseby in der Landschaft Schwansen; bisweilen wird die Region Schwansen auch als Halbinsel Schwansen bezeichnet, die südlich der Schlei gelegen ist. In früheren Jahrhunderten gehörten zur Ansiedlung Saxtorf über lange Zeit die Gutsdörfer Basdorf, Loose und Norby sowie Meierhöfe Hörst, Raßmark und Rögen sowie der Meierhof Ilewitt bis 1799.

## Besitzstände

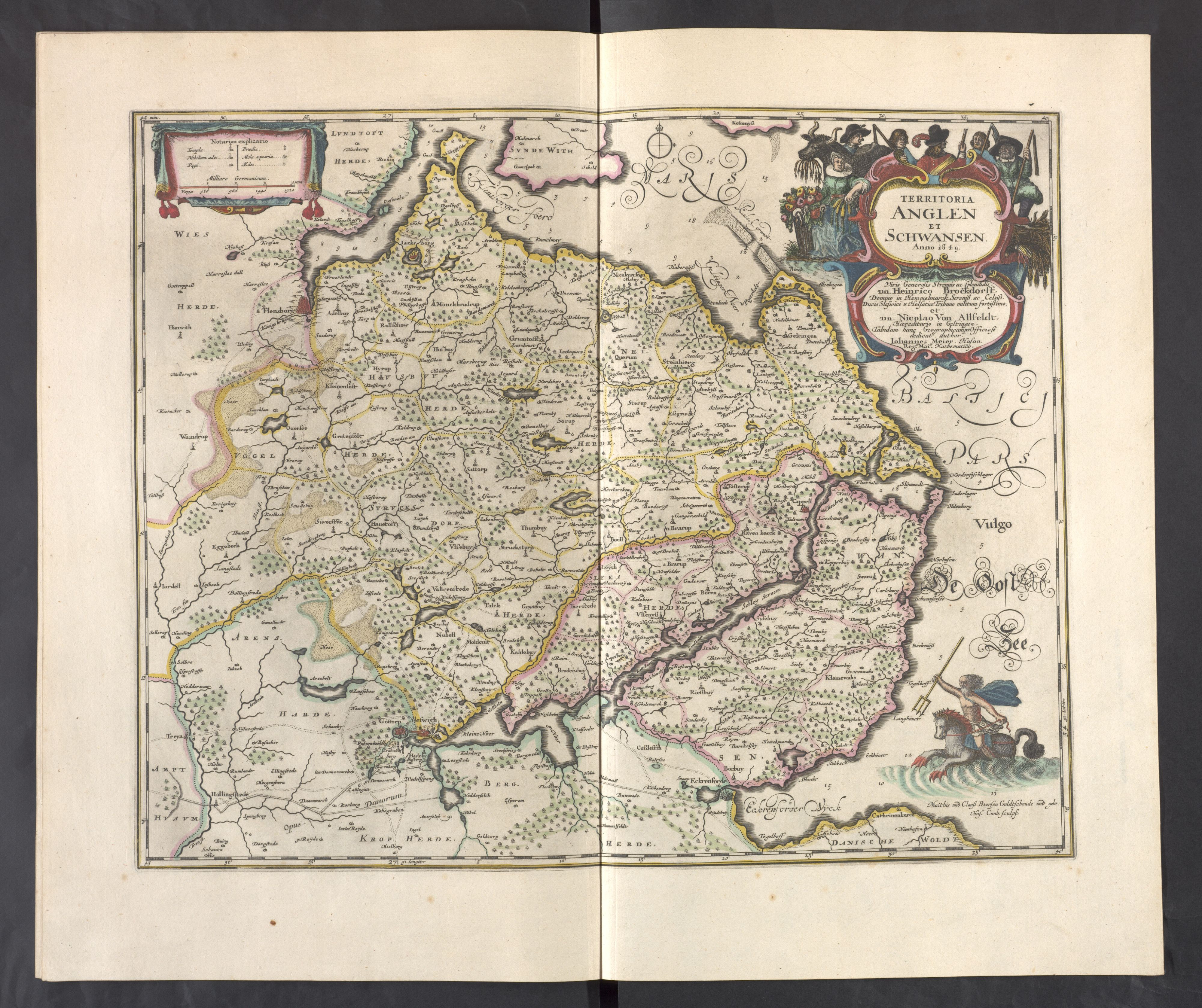
Karte Anglen et Schwansen anno 1649 mit Siedlung Saxstorp (Saxtorf)

Das Anwesen in Saxtorf, auch mit Saxtorff oder Saxstorp (1649) bezeichnet, stand stets im wechselnden Eigentum, zumeist im Besitz von Adelsfamilien, beispielsweise wie die von Ahlefeldt, von Brockdorff oder von Rantzau; wieweit die jeweilige Herrschaft auch auf Gut Saxtorf residierte ist nicht vollständig nachzuvollziehen. Allerdings bestanden durch Verheiratungen von Söhnen einerseits und diversen Töchtern der adligen Familien von Ahlefeld, Blome, Brockdorff, Buchwald, Rantzau und Wohnsfleth andererseits jene verwandtschaftlichen Bindungen, die (folgenden) Besitzwechsel des Gutes verständlich machen.
Vor dem Erwerb von Gut Saxtorf in 1494 durch die Familie von Blome war es im Besitz des Adelshauses von Wohnsfleth, später auf Gut Krieseby ansässig. Schnell wechselte das Eigentum zur Familie von Ahlefeld, die das Anwesen von 1500 bis 1566 behielt. Der Bau des früheren Gutshofgebäudes wurde 1648 von Kay von Ahlefeldt (1591–1670, auch Cai v.A.), dem mehrere Güter und Anwesen sowie Gut Stubbe gehörte, begonnen und noch im 17. Jahrhundert durch die Familien von Ahlefeld und von Blome fertiggestellt. Die Gutsanlage kam aufgrund von Verheiratung in den Besitz derer von Rantzau, die die Ländereien bis 1633 besaßen, bis das Gut wiederum durch Heirat ins Eigentum der Familie von Ahlefeld zurückkam.

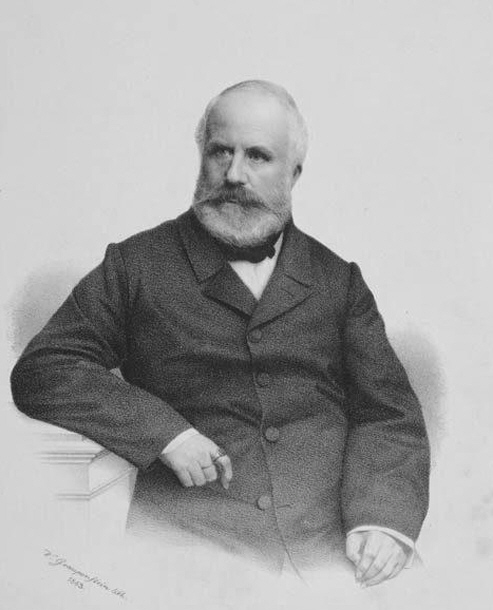
Karl Friedrich Georg von Ahlefeldt, letzter adliger Eigner des Gutes, geb. und verst. auf Gut Saxtorf

Weiterer Eigentumswechsel erfolgte 1691 an den Conferenzrath von Brockdorff, bis es von dessen Sohn 1748 an den Vorbesitz von Ahlefeldt zurückfiel, wonach mit Carl Friedrich Georg von Ahlefeldt (* 8. Mai 1799 in Saxtorf) bis zu dessen Tod am 20. Oktober 1862 der letzte adelige Eigentümer als Herrschaft über den Hof verfügte. Danach kam das Anwesen in wechselnden bürgerlichen Besitz, bis es 1918 von der Familie Hoff erworben wurde, wie ein Nachfahre und heutiger Eigner von Gut Saxtorf zur Geschichte erläuterte.
Bei Gut Saxtorf handelt es sich um ein Adeliges Gut, eine Bezeichnung unter der adlige Güter einst in den Herzogthümern Schleswig und Holstein geführt wurden. In den Jahren von 1867 bis 1871, der preußischen Verwaltung und der Reichsgründung, entfielen die mit solchen Gütern verbundene Rechte und Aufgaben durch Übergang auf die neuen, preußisch geprägten Staatsstrukturen.

## 17. Jahrhundert
Es hat sich im 17. Jahrhundert um das erste namhafte Gutshofbauwerk im barocken Baustil und Fachwerksubstanz gehandelt, mit dessen Errichtung 1648 begonnen wurde. Einige Details sollen Renaissance-Charakteristika aufgewiesen haben. Vieles darüber ist nicht mehr nachvollziehbar, denn das ursprüngliche Gebäude fiel am 26. Dezember 1847 einem Brand zum Opfer, der das Haus bis auf die Grundmauern vernichtete.

## 18. Jahrhundert
Gerade noch in diesen Zeitrahmen fiel 1799 die Aufhebung der Leibeigenschaft auf Gut Saxtorf. Die Aufhebung für Saxtorf geht auf den dänischer Statthalter im Herzogtum Schleswig Carl von Hessen-Kassel (1744–1836) zurück, der ab 1790 solche Aufhebungen der Leibeigenschaftsabhängigkeiten der Bevölkerung auf Gütern und in Gutsdörfern im Herzogtum verfügte.

## Herrenhaus aus dem 19. Jahrhundert

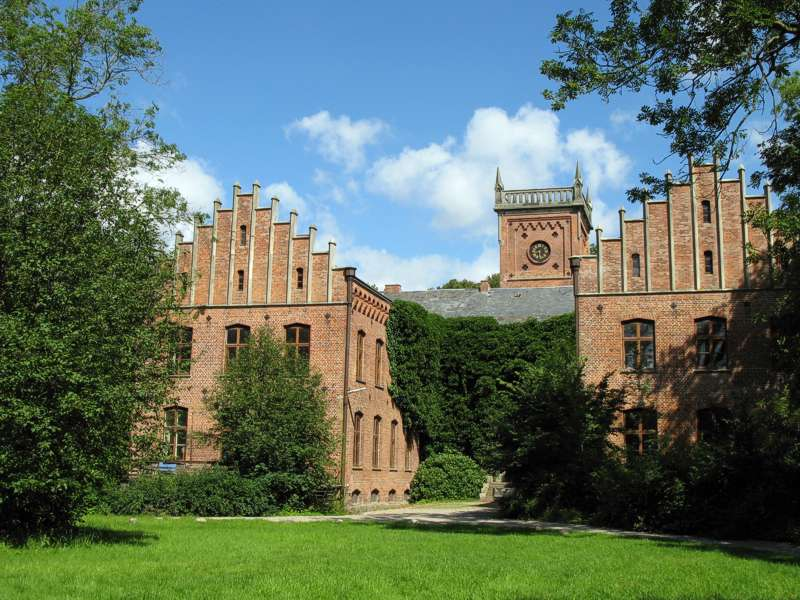
Gut Saxtorf im Jahr 2007 aus ostsüdöstlicher Richtung

Der Wiederaufbau des heutigen Herrenhauses ab 1850 auf den restlichen Grundmauern wurde 1852 abgeschlossen und zeigt ein rotes, symmetrisch gehaltenes Wohngebäude. Das an einem Wassergraben angrenzende, neogotische Gebäude, das der Backsteingotik zugerechnet werden kann, wurde nach Plänen des Architekten und Kunstsammlers Friedrich Stammann (1807–1880) errichtet, der nach dem Hamburger Brand 1842 beim Wiederaufbau Hamburgs neben den Architekten Semper und Lindley eine gute Reputation erwarb.
Es handelt sich beim Wiederaufbau des Saxtorfer Herrenhauses um ein dreiflügeliges, zweigeschossiges Bauwerk mit Hochparterre auf 1.000 m² bebauter Fläche. Die Seitenflügel besitzen zur Hofseite ausgebildete Treppengiebel, die ab Oberkante Obergeschoss einen betont fial anmutenden Abschluss erhielten. In den Flügel-Seitenansichent ist die Anzahl von 27 Zimmern im gesamten Gebäudekomplex bereits abzusehen, worauf auch die 80 doppelflügeligen Fenster mit Oberlicht schließen lassen. In der frontalen Hofansicht aus der Ferne über den sehr flächigen Hof ist hingegen die große Seitenflügel-Dimension nicht sofort erkennbar. Im Innenhof führt eine siebenstufige und einfach gehaltene Freitreppe zur eher schlicht gehaltenen Eingangstür. Das Ganze wird von einem ca. 4-geschossigen Mauerwerksturm dominiert, der zur Gartenseite hinter dem Gebäude platziert wurde; oben ist die Turmplattform mit steinernem Geländer und mannshohen Fialen an den vier Ecken ausgebildet.
Das Ensemble aus Hauptgebäude, Seitenflügeln und Turm entspricht einem typisch norddeutschen Herrenhaus (hier in Klinkerbauweise). Das Herrenhaus ist nicht für Besucher zugänglich, es verfügt aber über eine beeindruckend originale Innenausstattung aus dem 19. Jahrhundert.

## Gutshofanlage
Die landwirtschaftlich betriebene Gutshofanlage ist wirtschaftlich auf reinen Ackerbau ausgerichtet. Anfang des 20. Jahrhunderts bestand zumindest auch noch eine Kleintierhaltung (Hühner), womit das Umland versorgt wurde. Das Gut erstreckt sich heute über eine Gesamtfläche von über 400 Hektar, davon allein
- ca. 250 Hektar Ackerfläche und Grünland
- ca.   15 Hektar Waldfläche

Im 17. Jahrhundert betrug die Fläche von Gut Saxtorf noch über 3.000 Hektar, im 19. Jahrhundert immerhin noch 600 Hektar.
Von der Ortsstraße „Saxtorf“ führt die Zuwegung „Gut Saxtorf“ über ca. 170 m Entfernung zum Herrenhaus; parallel dieser Zuwegung befinden sich rechts und links je zwei große landwirtschaftliche Speicher bzw. Nutzgebäude. Im 17. Und 18. Jahrhundert bestand eine Kapelle auf Gut Saxtorf, in der auch bürgerliche Verheiratungen erfolgten. Unmittelbar zum Hofkomplex mit Gartenseite gehört ein alter Baumbestand von ca. neun Hektar Ausdehnung.

## Kulturdenkmale
Das Landesamt für Denkmalpflege führt in der Denkmalliste Rendsburg-Eckernförde unter Nr. 872 die bauliche Anlage des Herrenhauses Gut Saxtorf und unter Nr. 873 das Gebäude eines Speichers als geschützte Denkmale auf.

## Einwohnerzahlen 19. bis 21. Jahrhundert
Im Jahr 1840 lebten in Saxtorf allein 1.237 Einwohner im Vergleich zum Ort Rieseby um 1875 mit lediglich 50 Einwohnern, dagegen lauten die Zahlen für die Mittelpunktgemeinde Rieseby im Jahr 1987 auf 1.931 Einwohner und per 30. September 2019 auf 2.714 Einwohner.

## Weihnachtsmarkt Saxtorf
Aus unterschiedlichen Beweggründen wird der von 2007 bis 2012 veranstaltete und in der Region bekannte Weihnachtsmarkt nicht mehr durchgeführt.